# Yvonne Godard
Yvonne Alberte Jeanne Marie Godard (Douai, 3 de marzo de 1908-Montpellier, 22 de septiembre de 1975) fue una deportista francesa que compitió en natación, especialista en el estilo libre. Ganó dos medallas en el Campeonato Europeo de Natación de 1931.

## Palmarés internacional
| Campeonato Europeo | Campeonato Europeo | Campeonato Europeo | Campeonato Europeo |
| Año                | Lugar              | Medalla            | Prueba             |
| ------------------ | ------------------ | ------------------ | ------------------ |
| 1931               | París (Francia)    | Medalla de oro     | 100 m libre        |
| 1931               | París (Francia)    | Medalla de bronce  | 400 m libre        |